# Dalila Puzzovio
Dalila Puzzovio (Buenos Aires, 1945) es una artista conceptual y diseñadora de moda argentina que tuvo destacada participación en el Instituto Di Tella de Buenos Aires a fines de los años 1960 como emblema del pop-art argentino.

## Biografía

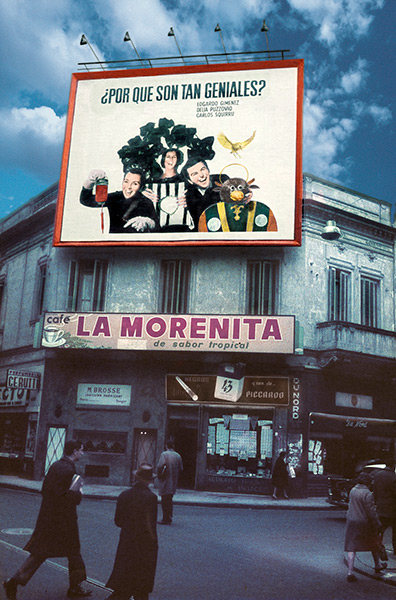
¿Por qué son tan geniales? (1965), póster-panel instalado en Buenos Aires.

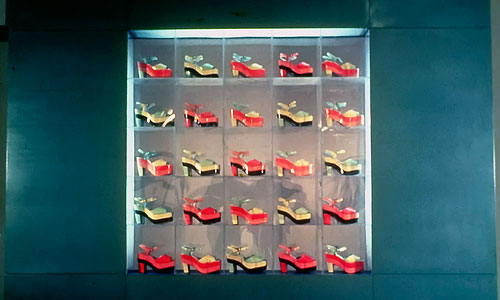
Doble plataforma (1967), presentada en el Instituto Di Tella.

Dalila Puzzovio es hija de italianos oriundos de Lecce, creció en Buenos Aires. Estudió con Juan Batlle Planas y Jaime Davidovich y en 1964 realizó su exposición Cáscaras en el Museo de Arte Moderno porteño curada por Rafael Squirru. En 1961 había expuesto por vez primera en la Galería Lirolay donde regresó a exponer en 1963, curada por la artista francesa Germaine Derbecq (1899-1973), esposa de Pablo Curatella Manes.
Formó parte del núcleo artístico dirigido por el crítico Jorge Romero Brest e integrado por, entre otros, Antonio Berni, Jorge de la Vega, Juan Carlos Distéfano, León Ferrari, Gyula Kosice, Alberto Greco, Delia Cancela, Pablo Mesejean, Julio Le Parc, Marta Minujín, Luis Wells y Federico Peralta Ramos.
Artista, dibujante, ambientadora, vestuarista y diseñadora se destacó en el diseño de muebles y zapatos junto a su marido Charlie Squirru, a quien conoció en 1962 y con quien viajó a Nueva York
Creó el zapato de doble plataforma. También hizo vestuario para cine, televisión y teatro.
Su Autorretrato en marquesina le valió el Gran Premio Nacional 1966. Ese año vistió a los integrantes del legendario show de café concert “Help Valentino”,  Antonio Gasalla, Edda Díaz, Norah Blay y Carlos Perciavalle.
También es recordada por el cartel publicitario en la esquina de las calles Florida y Viamonte en 1965, con su retrato, el de Squirru y el de Edgardo Giménez debajo de la pregunta: ¿Por qué son tan geniales?

## Premios y reconocimientos
- 1962, Faja de Honor, Ver y Estimar.
- 1963, Premio a la Artista que más Promete, Salón Ver y Estimar.
- 1966, Premio Bienal de Lima, Perú.
- 1966, 2.º Premio Nacional Di Tella, Argentina.
- 1967, 2.º Premio Internacional Di Tella, Argentina.
- 1992, Premio por la casa mejor reciclada, Museo de la Ciudad de Buenos Aires.
- 2007, Premio Homenaje a los Grandes Maestros, arteBA 2007 Buenos Aires.
- 2008, Trébol de cristal Swaroski.
- 2019,  Personalidad destacada de la Ciudad Autónoma de Buenos Aires en el ámbito de la cultura, Legislatura de la Ciudad Autónoma de Buenos Aires.[9]